# Филиконовая долина
Филиконовая долина (англ. Philicon Valley) — неологизм, используемый для обозначения компактной территории в пригороде Филадельфии, где расположены офисы крупных высокотехнологичных компаний. В названии прослеживается аллюзия на Кремниевую долину (англ. Silicon Valley). Это название впервые было использовано в журнале «Forbes» 17 ноября 1999 года.

## Описание
Географически Филиконовая долина расположена вдоль шоссе 202, в пригородах Велли Фордж и Уэйн, поэтому в качестве альтернативы иногда используют названия «Силиконовая долина-Фордж» и «Электронная долина Фордж». Привлекательность пригородов Пенсильвании, пятой по величине метрополии в США, для высокотехнологичного бизнеса обусловлена налоговым режимом, близостью большого числа хороших университетов, выгодным географическим положением. Выпускники университетов рассматривают Филиконовую долину как недооценённый регион по сравнению с Калифорнией или Нью-Йорком, где можно обеспечить себе высокое качество жизни с меньшими затратами.
По оценкам Совета по урбанистическому экономическому развитию, телеканала WHYY и компании «Технологические партнеры Юго-Восточной Пенсильвании Бена Франклина», в компаниях Филиконовой долины работают более 170 тысяч человек, а сам регион оценивается как восьмой по величине в своей отрасли.

## Некоторые крупные компании
- Motorola
- General Instrument
- Comcast
- Novell
- Bentley Systems
- Clarivate
- DuckDuckGo
- EPAM Systems
- RICOH
- SAP
- Unisys
- Vishay Intertechnology

и другие.